# Bunodonte
Il termine bunodonte si riferisce a un tipo di dentatura dei mammiferi. Nei mammiferi dai denti bunodonti, i premolari e i molari sono dotati di cuspidi basse e arrotondate, che vanno a formare piccoli rilievi sulla superficie della corona. I denti bunodonti sono tipici di animali dalla dieta frugivora, come numerosi primati tra cui l'uomo.